# Uber politique
Uber politique est un projet des hommes politiques russes Dmitri Gudkov et Maxime Katz pour aider les jeunes candidats prometteurs de l'opposition à s'inscrire aux élections municipales et à mener des campagnes électorales.

## Origine du nom
Le projet a gagné en popularité sous ce nom en raison de l'analogie avec le populaire service de taxi. Le nom incarne la simplification maximale de l'expérience utilisateur, notamment grâce à l'utilisation des technologies de l'information avec des éléments de ludification : par exemple, la tâche extrêmement compliquée de soumettre des documents pour s'inscrire comme candidat aux élections dans l'"Uber politique" a été présentée sous la forme d'une quête,,.

## Objectifs du projet
« Si vous êtes contre Poutine, nous vous aiderons »
Selon Katz, l'accès à la participation politique en Russie est trop compliqué, il est difficile même pour les entrepreneurs disposant de fonds, sans parler des catégories de la population les moins protégées socialement, comme les retraités. Selon Katz, ces difficultés sont créées délibérément par le gouvernement actuel. L'objectif d'"Uber politique" est d'éliminer ces difficultés, de simplifier l'accès aux élections pour tous.
Selon Gudkov, le projet est axé sur les nouveaux venus en politique qui ne savent pas comment recueillir des signatures, remplir des listes d'abonnement, résoudre d'autres problèmes similaires, et ce n'est qu'avec l'aide de l'"uberisation" du processus qu'ils peuvent réussir à s'inscrire et avoir une chance d'être élus députés. De plus, selon Gudkov, le projet s'adressait aux personnes insatisfaites du fait que les autorités ne les écoutent pas. "Uber politique" offrait à ces personnes une infrastructure pratique pour se présenter comme candidats, afin que plus tard, s'ils étaient élus, ils puissent commencer à influencer la situation, d'abord dans leurs propres régions, puis au niveau national. Les opposants à Vladimir Poutine et les partisans de la voie de développement européenne ont été invités au projet.

## Campagne à Moscou
En 2017, "Uber politique" a été lancé pour la première fois lors des élections municipales de Moscou sous la marque "Démocrates unis".
Sur les 266 députés soutenus par le projet, 177 ont été nommés par le parti Iabloko, ce qui a fait du parti le deuxième plus important de la ville en termes de nombre de mandats de député. Commentant les résultats des élections pour Iabloko, Grigori Iavlinski a qualifié Maxim Katz d'"allié efficace" et a noté l'implication des jeunes dans les élections.
L'une des principales méthodes de campagne a été le porte-à-porte auprès des électeurs, ce qui, selon Gudkov, a permis de compenser le silence des autorités sur les élections. En conséquence, 267 candidats du projet sur 1 046 sont devenus députés dans 62 districts. Les candidats de l'"Uber politique" ont recueilli environ 20 % des voix, et dans 7 districts de Moscou, aucun candidat de Russie unie n'a été élu.
Plus tard, en janvier 2018, Dmitri Gudkov a rompu sa coopération avec Maxim Katz en raison de désaccords concernant Iabloko et le projet d'observation des élections.

## Campagne à Saint-Pétersbourg
En 2019, avant les élections municipales de Saint-Pétersbourg, le projet a été divisé : Maxim Katz a organisé son propre quartier général pour soutenir les candidats sur la base du parti Iabloko,, tandis que Dmitri Gudkov, à son tour, a transféré la marque Démocrates unis à l'organisation publique Russie ouverte, qui a organisé le quartier général sous le même nom,,. Toujours en 2019, le quartier général de Navalny à Saint-Pétersbourg a rempli des fonctions similaires de soutien aux candidats à Saint-Pétersbourg sous sa propre marque spb.vote.
Le quartier général de Iabloko a reçu environ 1 800 candidatures, une sélection rigoureuse des candidats a été effectuée en fonction de leurs opinions politiques. Selon Maxim Katz, il y a eu falsification des résultats des élections. À l'issue de la campagne, 99 personnes ont été élues députés dans 31 districts de la ville.